# 황철수 (정치인)
황철수(黃哲秀, 1926년 3월 10일~2021년 6월 10일)는 대한민국의 정치인이다. 제13대 국회의원을 지냈다.

## 경력
- 서울특별시 교육연구원장
- 주일대사관 수석교육관
- 경기고등학교 교장
- 대한민국 문교부 장학편수실장
- 경기도교육감
- 서울대학교 사범대학 부설고등학교 동창회장
- 민주자유당 교육개혁 특위원장
- 성일장학재단 이사장

## 역대 선거 결과
|  | 38.46% |

|  | 31.50% |